# Onychothemis coccinea
Onychothemis coccinea là loài chuồn chuồn trong họ Libellulidae. Loài này được Lieftinck mô tả khoa học đầu tiên năm 1953.